# Kurgan (mohyla)

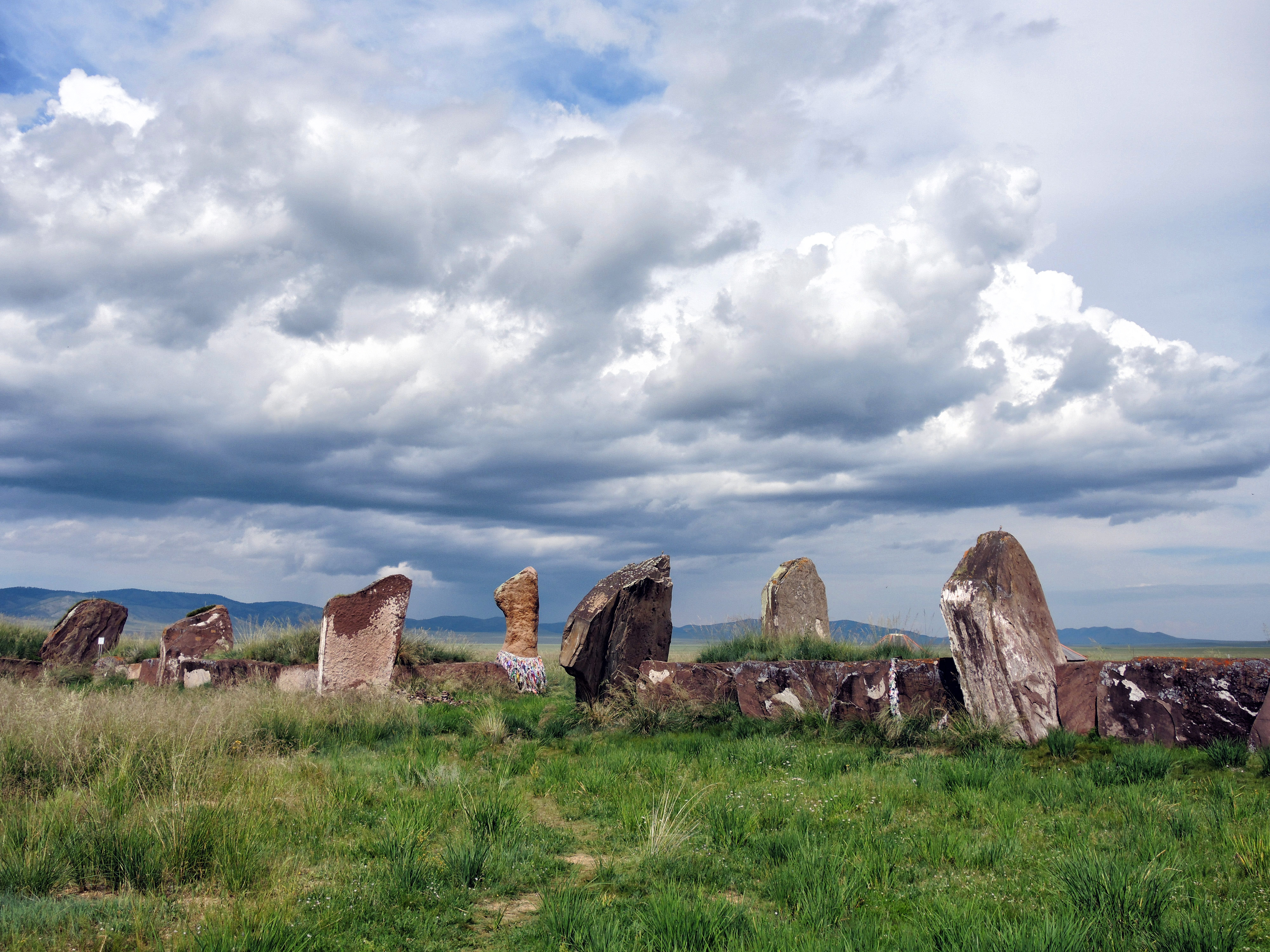
Mohyla velkého vládce ve skupině 58 kurganů u vesnice Salbyk v Chakasii, Sibiřský federální okruh Ruské federace

Kurgan (rusky, ukrajinsky, bulharsky a srbsky курган, turecky kurgan nebo korgan, ázerbájdžánsky kurqan, kazašsky қорған, polsky kurhan, japonsky クルガン a čínsky 库尔干, v přepisu latinkou kurgan), původně v turečtině a jiných turkických jazycích označení pro kopec, chráněné místo či pevnost, v archeologii se používá jako výraz pro typ mohyl, vyskytujících se zejména ve stepních oblastech východní Evropy a v Asii. V širším slova smyslu se jedná o mohylu, tvořenou pahorkem, navršeným z hlíny a kamenů nad pohřební komorou, což je způsob pohřbívání, který se od prehistorických dob objevoval v nejrůznějších kulturách téměř na všech kontinentech (s výjimkou Austrálie a Antarktidy). V pohřebních komorách byly často nalezeny různé kovové, zejména bronzové předměty, jako zbraně nebo náramky, náhrdelníky a další ozdoby.

## Území a památky
Na území tzv. Velké (eurasijské) stepi, ekoregionu, který se rozprostírá od východní Evropy (včetně Panonské pánve a Divokých polí jako součásti někdejší Polovecké stepi) prakticky až k břehům Tichého oceánu, se vyskytují kurgany nejrůznějšího stáří – od eneolitu, tj. od 4. tisíciletí př. n. l., až po nedávnou minulost. Nemálo těchto objektů se nachází na území Ruské federace, ale i též na Ukrajině a v Moldavsku. První pokyn k průzkumu těchto mohyl na území Ruska vydal již v roce 1718 car Petr I. Veliký. Podle tohoto typu pohřbívání byly ruskými archeology pojmenovány i některé kultury, jako například „kultura pskovských dlouhých kurganů“ nebo „kultura novgorodských pohřebních kurganů“.

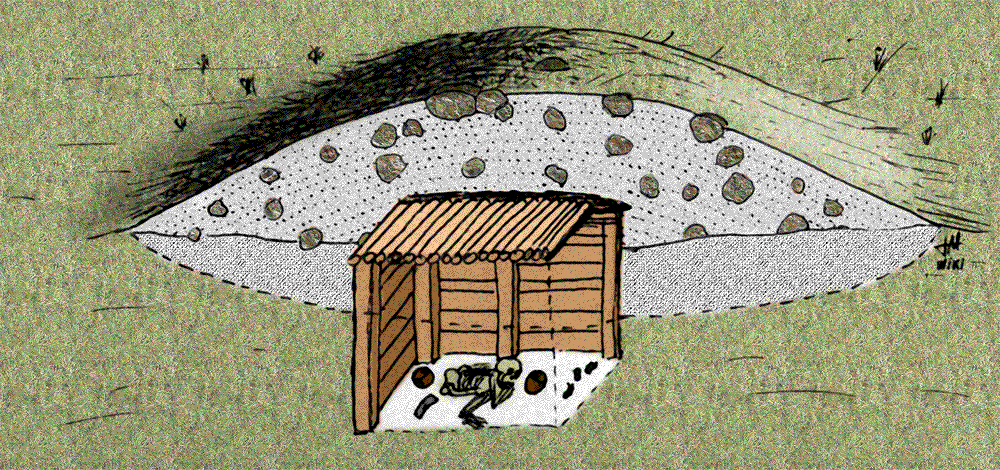
Schematický průřez kurganem

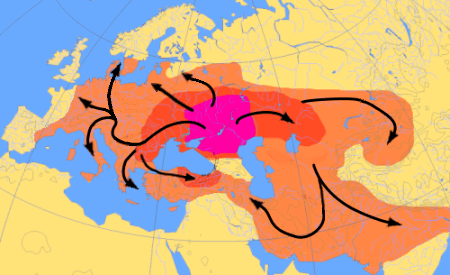
Mapa indoevropské expanze podle teorie Marije Gymbutasové

Značné množství kurganů lze nalézt v Chakaské republice v asijské části Ruské federace. Největší a nejznámější z nich je Velký salbykský kurgan v povodí středního Jeniseje, který je chráněn jako památka tagarské kultury (8. až 3. století př. n. l.). Tuto mohylu kmenového náčelníka, která se nachází asi 60 km severozápadně od hlavního města Chakasie Abakanu, objevil v roce 1739 Gerhard Friedrich Müller, německý historik, přírodovědec a cestovatel, který se od roku 1725 věnoval v Rusku pedagogické a vědecké činnosti. Pozoruhodné prehistorické památky, včetně kurganů, se nacházejí také v oblasti chakaského horského hřebene Oglachty. Pozoruhodné kurgany, náležející je skytské pazyrické kultuře doby železné, se nacházejí v údolí kazašské řeky Bolšoj Ulagan na území Altaje. Unikátním nálezem byl objev pohřební komory v kurganu na levém břehu kazašské řeky Issyk, která obsahovala na 4 000 různých klatých předmětů. Významnou lokalitou je nekropole velmožů Siungnu (pchin-jinem Xiōng nú) u Noin Ula v severním Mongolsku.
Mezi kurgany bývají řazeny i thrácké a dácké mohyly na Balkáně, tj. v Rumunsku, Bulharsku či Srbsku a někdy bývá jako kurgan označována i světoznámá pohřební mohyla krále Antiocha I. na hoře Nemrut Dağı v jihovýchodním Turecku. Některé zdroje označují jako kurgany i mohyly v Polsku a také určité pohřební pahorky v Číně a v Japonsku.
Od existence kurganů byl odvozen termín „kurganová kultura“, který ve spojitosti s kulturou stepních kočovníků, obývajících území, které považovala za pravlast indoevropských národů, poprvé použila litevsko-americká archeoložka a kulturoložka Marija Gimbutasová v roce 1956 ve své knize The Prehistory of Eastern Europe.